# Gustav Stresemann
Gustav Stresemann (10. maj 1878 – 3. oktober 1929) var en tysk højreliberal politiker og statsmand i mellemkrigstiden. Han modtog Nobels fredspris. Han var kortvarigt tysk rigskansler i to regeringer fra august til november i 1923 og var derefter tysk udenrigsminister i talrige regeringer til sin død .

## Biografi
Stresemann blev født i Berlin i 1878 som søn af ølhandler Ernst Stresemann. Han kom fra middelklassen og studerede filosofi og litteratur ved universiteterne i Berlin og Leipzig. Han tog doktorgraden i økonomi i 1900 med en afhandling om Berlins ølindustri. Han var også talsmand for studentforeningen Neogermania.
I 1903 giftede han sig med Käthe Kleefeld, datter af en jødisk industrimand fra Berlin; de fik sønnerne Wolfgang og Joachim Stresemann. Samme år begyndte hans politiske karriere. Han blev medlem af Nationalliberale Partei og tre år senere valgt til byrådet i Dresden. I 1907 blev han valgt til Rigsdagen, hvor han med enkelte korte afbrydelser sad resten af livet. Stresemann tilhørte i begyndelsen venstrefløjen i det nationalliberale parti, men blev i løbet af 1. verdenskrig stadig mere højreorienteret og var et af de rigsdagsmedlemmer, som foreslog den uindskrænkede ubådskrig. Det førte til, at han blev ekskluderet fra partiet, og han grundlagde sit eget: det højreliberale Deutsche Volkspartei (DVP), som hovedsageligt bestod af højrefløjen af det nationalliberale parti.
Selv om partiet – og det mere direkte konservative tyske nationale folkeparti – blev betragtet som en del af den "nationale opposition" mod Weimarrepublikken, særligt på grund af det ambivalente forhold til frikorpsene og Kappkuppet i 1920, prøvede Stresemann i stadig større grad at samarbejde med partier fra centrum og venstre. En af grundene til det var det politiske attentat på udenrigsminister Walther Rathenau, som gik Stresemann stærkt på. 13. august 1923 blev han midt i ruhrkrisen udnævnt til kansler for en stor koalitionsregering.
Som rigskansler lykkedes det næsten Stresemann at løse krisen, men nogle af hans handlinger fornærmede socialdemokraterne, som forlod koalitionen, så den faldt den 23. november 1923. Stresemann blev udenrigsminister i regeringen Wilhelm Marx fra det katolske midterparti og beholdt den stilling i et stort antal regeringer frem til sin død.
Som udenrigsminister nåede Stresemann meget, særligt underskrivelsen af Locarno-traktaten fra 1925, som gjorde Tyskland til medlem af Folkeforbundet med fast plads i Sikkerhedsrådet. Det var en anerkendelse for landets stormagtsstatus. Desuden forhandlede han Rapallotraktaten fra 1926 og Youngplanen fra 1929 og reducerede de krigsskadeerstatninger, som Versaillestraktaten pålagde Tyskland. I sin tid som udenrigsminister nåede Stresemann til at acceptere republikken, som han først havde afvist. Han udviklede også et personligt venskab med Aristide Briand.
Stresemann er anset som en af de vigtigste ledere af Tyskland i mellemkrigstiden. Han var en af de første, som talte om europæisk økonomisk integration. For sin indsats i forbindelse med indgåelsen af Locarno-Traktaten modtog Stresemann Nobels fredspris sammen med Aristide Briand i 1926. For sin rolle ved tilblivelsen af Locarno-traktaten blev Englands udenrigsminister Sir Austen Chamberlain tildelt fredsprisen for 1925, der blev tildelt samtidig med Stresemanns og Briands tildeling.
Gustav Stresemann døde af et hjerteanfald den 3. oktober 1929, 51 år gammel.

## Første kabinet: August – oktober 1923
- Gustav Stresemann (DVP) – rigskansler og udenrigsminister
- Robert Schmidt (SPD) – vicekansler og genopbygningsminister
- Wilhelm Sollmann (SPD) – indenrigsminister
- Rudolf Hilferding (SPD) – finansminister
- Hans von Raumer (DVP) – økonomiminister
- Heinrich Brauns (Z) – arbejdsminister
- Gustav Radbruch (SPD) – justitsminister
- Otto Gessler (DDP) – forsvarsminister
- Anton Höfle (Z) – postminister
- Rudolf Oeser (DDP) – transportminister
- Hans Luther – fødevareminister
- Johannes Fuchs (Z) – minister for besatte områder

## Andet kabinet: Oktober – november 1923
- Gustav Stresemann (DVP) – rigskansler og udenrigsminister
- Wilhelm Sollmann (SPD) – indenrigsminister
- Hans Luther – finansminister
- Joseph Koeth – økonomiminister
- Heinrich Brauns (Z)
- Gustav Radbruch (SPD) – justitsminister
- Otto Gessler (DDP) – forsvarsminister
- Anton Höfle (Z) – postminister
- Rudolf Oeser (DDP) – transportminister
- Gerhard Graf von Kanitz – fødevareminister
- Robert Schmidt (SPD) – genopbygningsminister
- Johannes Fuchs (Z) – minister for besatte områder

Ændringer
- 3. november 1923 – SPD-ministrene Sollmann, Radbruch og Schmidt trækker sig. Sollmann efterfølges som indenrigsminister af Karl Jarres (DVP). De andre bliver ikke erstattet før regeringen falder.